# 道の駅遠山郷
道の駅遠山郷（みちのえき とおやまごう）は、長野県飯田市にある国道152号の道の駅である。
2005年（平成17年）9月17日に旧・南信濃村が運営していた施設を整備し、道の駅に登録したものである。
温泉汲み上げポンプの落下事故等の影響により2021年11月29日に休業したが、2025年秋の再オープンに向けて新たな温泉掘削を開始したと発表された。

## 概要

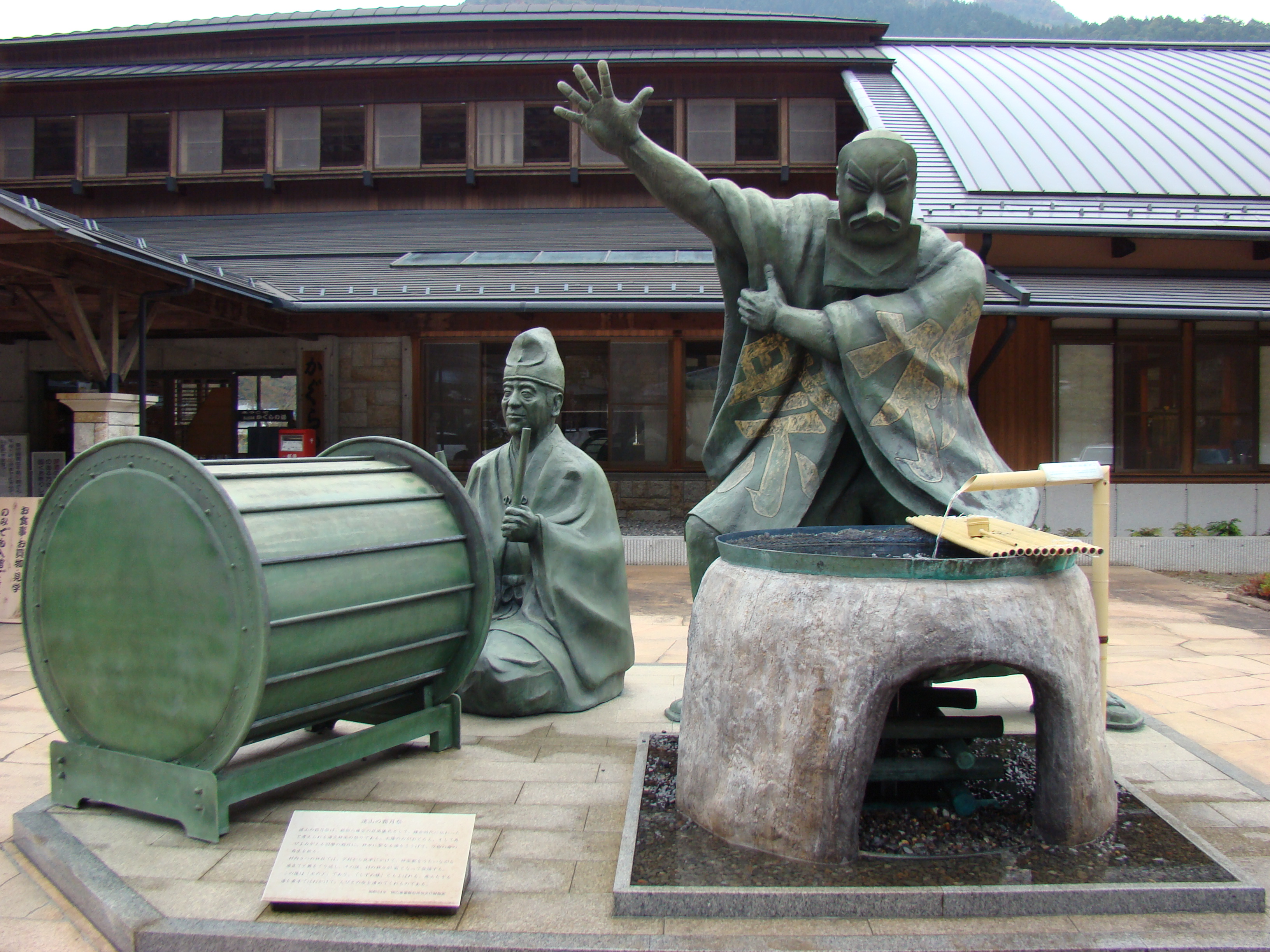
遠山霜月祭の銅像。湯立を模した飲泉もある。後方の建物は「かぐらの湯」。
2009年（平成21年）撮影。

要となる入浴施設「かぐらの湯」は2000年（平成12年）3月にオープンした源泉掛け流しの日帰り温泉施設で、遠山産（旧南信濃村産）のヒノキとスギを使った純木造の建物。正面には霜月祭りのかぐら舞台を模した銅像がある。
泉質はアルカリ性等張性高温泉で、源泉温度43.1度、使用温度40.5度、pH8.51。全国的にも珍しく、同じ飯田市内や伊那谷地域でも他に類を見ない天然泉である。飲用も可能で、硫黄臭と強い塩味のある独特の湯は消化器系の疾患や糖尿病などに効くとされている。
露天にサウナ、寝湯など設備の充実した大型浴場であり、男湯と女湯で浴室に若干の違いがある。週1回水曜日のみ入れ替えを行っている。
そのほか、入浴施設内には休憩所、食事処、売店を兼ね備え、霜月まつりの写真や「面（おもて）」とよばれる祭り舞台でかぶるお面などを展示している。
また、道の駅施設内には親水公園のほか地場特産物販売所「くまぶし」、地元の山肉加工販売会社が経営する山肉料理専門店「元家」、地域観光情報案内所「アンバマイ館」が併設されている。
年間の来客数はおよそ10万人で、そのほとんどを愛知県、静岡県の三遠地域が占めている。
2011年11月、かぐらの湯を運営する飯田市南信濃振興公社は温泉水を用いたトラフグの養殖を開始した。これは2008年から温泉トラフグの養殖を成功させている栃木県那珂川町の企業・夢創造と提携し、その指導を仰いで過疎地域の産業振興に生かそうという試みであり、那珂川町の温泉水同様の塩化物泉である遠山郷の温泉水はトラフグの養殖に適しており、かつ温泉の塩分濃度が海水より低い0.73%はトラフグの生育にストレスを与えず、毒を生成しないという利点を持つ。実験段階を脱し、養殖に成功するのは2018年12月のことで、「秘境遠山郷の神ふぐ」というブランド名を付けて、かぐらの湯の食事処「ゆ〜楽」で提供し始めた。
2020年1月末、メンテナンスのため1か月の休業を行ったが、源泉ポンプの取り換え工事中にポンプが地下深度の源泉内に落下する事故が発生した。
この事故により営業再開ができなくなり長期休業を余儀なくされた。さらに赤字続きの経営難を理由に振興公社が経営から撤退。（公社は清算処理を終えて、2020年10月29日に登記記録を閉鎖した。）4月から飯田市直営となった。
7月、市は井戸水をくみ上げ沸かし湯とする方法で、入浴施設の内湯部分のみ営業を再開した。食堂・売店の営業再開や源泉取水の復旧については全くめどが立っておらず、源泉の供給停止により温泉トラフグの養殖計画も頓挫した。温泉水が供給できず、露天風呂の閉鎖やかけ流しでないことなどから、経営再開後の入浴料は大人400円、小学生200円に値下げした。
2021年11月29日、温泉水の供給停止による営業制限や新型コロナウイルスによる集客の低迷などから、市は継続した経営は困難と判断し再開未定のまま営業を全面休止した。
2024年2月より、源泉の再掘削を開始し、青崩峠トンネルの開通に合わせ2025年秋の再オープンを目指している。

## 主な施設
- 駐車場
  - 普通車：104台
  - 大型車：10台
  - 身障者用 : 3台
- トイレ
  - 男：大 4器（1器）、小 9器（3器）
  - 女：9器（3器）
  - 身障者用：2器（1器）

※（）内は24時間使用可能
- 親水公園
- 公衆電話
- 観光案内所「アンバマイ館」

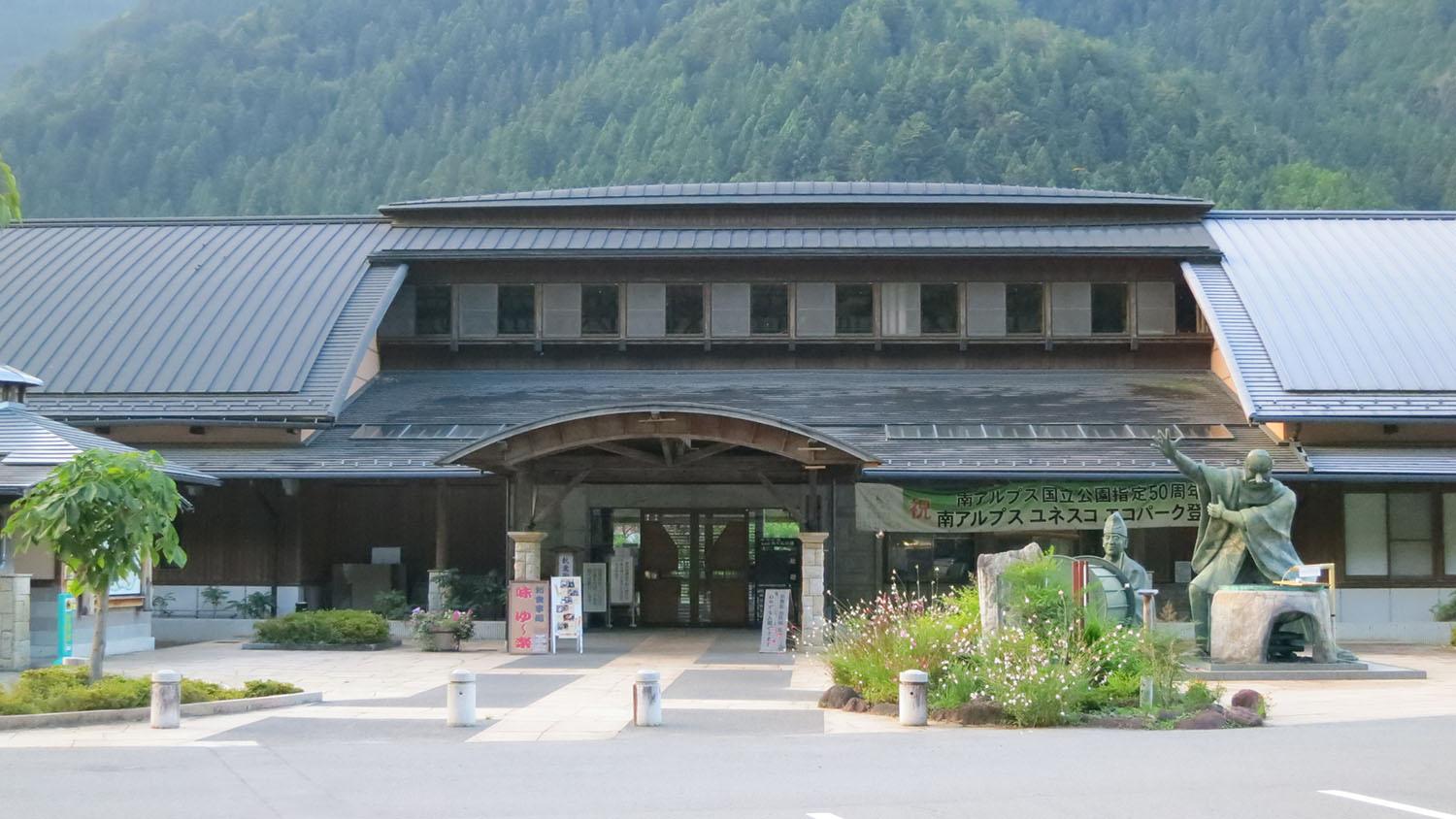
日帰り入浴施設「かぐらの湯」
(2016年7月撮影)

- 温泉施設「かぐらの湯」（10:00 - 21:00、冬期のみ 11:00 - 21:00：木曜定休）
- レストラン
「食事処 味湯〜楽（あじゆ〜らく）」（温泉施設内）（11:00 - 20:30）　
「食楽工房 元家（げんや）」（食事処：11:30 - 14:00（土日祝日は11:00から）、居酒屋：18:00 - 22:00）[15]
特産物販売所「くまぶし」（9:30 - 17:00）

### 併設の施設
- ペンション かぐら山荘
- カフェ花野

## 休館日
- 毎週木曜日（かぐらの湯、味湯〜楽、くまぶし）
- 毎週火曜日（元家）
観光案内所「アンバマイ館」のみ年中無休

## アクセス
- 国道152号 - 登録路線
- バス停留所「かぐらの湯」（信南交通遠山郷線）
  - 飯田駅から当所へ向かうバスは1日数便設定されている。

## 周辺
- 遠山郷土館